# Джеймс, Энтони Траффорд
Энтони Траффорд Джеймс (англ. Anthony Trafford James; 6 марта 1922, Кардифф — 7 декабря 2006) — британский химик, исследователь механизмов биохимических реакций. Внёс большой вклад в развитие газо-жидкостной хроматографии, занимался изучением биохимических реакций образования ненасыщенных связей в молекулах жирных кислот, исследованием биохимии липидов.

## Молодые годы
Энтони Траффорд Джеймс родился 6 марта 1922 года в городе Кардифф во время экономической депрессии и безработицы в Южном Уэльсе. Его отец, Джастин, был плотником на верфи до 1914 года, затем служил на Среднем Востоке во время Первой мировой войны. Родители Энтони были самоучками и стремились дать сыну хорошее образование.
Во время экономической депрессии трудно было найти работу, поэтому в её поисках родители Энтони переехали в Лондон в 1929 году. В 1933 Джеймс окончил начальную школу в Верхнем Холлоуэе. Он продолжил обучение в Школе Университетского Колледжа, где и зародился его интерес к науке, в частности, к химии.

## Студенческие годы
В 16 лет Энтони начал работать в компании Кодак, где приобрёл практические лабораторные навыки. Во время работы в Кодак он учился в Северном Политехническом институте и получил диплом бакалавра. В 1940 году поступил на химический факультет Университетского Колледжа Лондона, который во время войны был эвакуирован в Аберистуит, в 1943 году получил диплом первой степени. Позднее начал изучать механизмы нитрозирования и алкилирования ароматических аминов, эти работы стали основой его докторской диссертации. В 1945 году женился на Ольге Клейтон — помощнице секретаря Национального Союза Студентов. В Аберистуите он стал президентом Объединения Университетов Уэльса и Лондонского Представительного Совета, а также президентом Всесоюзного Общества Университетского Колледжа Лондона и вице-президентом Университета Лондонского Объединения.

## Работа в Милл Хилл
В 1946 году Джеймс стал посещать вечерние курсы биохимии в Политехническом Институте Челси, поскольку его заинтересовали биологические аспекты химии. На курсах он познакомился с Сэром Чарльзом Харингтоном, директором Национального Института Медицинских Исследований в Милл Хилл и доктором Аланом Друри, директором Листерского института, каждый из которых предложил Джеймсу работу. В 1947 году Джеймс начал работать в Листерском институте в области жидкость-жидкостной хроматографии.
Там же Джеймс встретил А. Д. П. Мартина, который работал в Листерском Институте, пока его лабораторию в Национальном Институте Медицинских Исследований ремонтировали. Мартин пригласил Джеймса в свою лабораторию в Милл Хилл. Джеймс принял предложение и, перейдя в Милл Хилл, начал заниматься газо-жидкостной хроматографией. В качестве модельных систем были выбраны летучие жирные кислоты (уксусная, пропионовая и масляная кислоты), поскольку они имеют низкие температуры кипения и могут быть легко переведены в газовую фазу, а в качестве подвижной фазы — азот. Хорошего разделения достичь не удалось, как позже выяснилось, из-за образования димеров жирных кислот, наличие которых в растворе служит причиной перекрывания пиков на хроматограмме. Проблему удалось решить введением длинноцепочечных жирных кислот в неподвижную фазу. В отличие от кислот, смесь оснований (аммиак, монометиламин, диметиламин, триметиламин) удалось разделить. В стремлении улучшить разделение Джеймс и Мартин исследовали широкий спектр подвижных фаз, заменили набивную колонку с большим диаметром на узкую колонку, на внутренней стенке которой была нанесена неподвижная жидкая фаза, улучшили детектор таким образом, чтобы он был менее чувствителен к скорости потока. Собранная система позволяла селективно разделять очень малые количества веществ, а также определять эти количества. Мартин и Джеймс не стали патентовать свою работу, что привело к очень интенсивному развитию газо-жидкостной хроматографии. Далее последовали работы Джеймса по разделению компонентов различных объектов, в частности, разделение компонентов фракций нефти, определение липидного состава микроорганизмов, анализ плазма пациентов с ишемической болезнью сердца. Работы по разделению углеводородов стали причиной, по которой компания British Petroleum отказалась от своего предыдущего оборудования и стала использовать газохроматографический анализ.
Джеймс заинтересовался биосинтезом длинноцепочечных жирных кислот. Работа с Т. Д. Келлоком привела к открытию новой жирной кислоты, 10-гидроксистеариновой, продукта микробной ферментации в толстой кишке. После того, как 10-гидроксистеариновая кислота была идентифицирована, Джеймс и Д. Б. Марш показали, что стеариновая кислота, помеченная изотопом 14С, может быть преобразована в гидроксистеариновую кислоту и олеиновую кислоту в печени крыс. Тогда Энтони Джеймс сделал предположение о том, что 10-гидроксистеариновая кислота может быть посредником в преобразовании стеариновой кислоты в олеиновую кислоту.
Джеймс установил механизм биосинтеза жирных кислот при ферментации пищевых углеводов микроорганизмами. С помощью газовой хроматографии он провёл разделение образца смеси жирных кислот, выделенной после перфузии вымени коровы с пропионовой кислотой, которая была помечена изотопом 14С, а затем определил положение радиоактивных атомов в цепи.

## Работа в Юниливер
В 1962 году компания Юниливер пригласила Джеймса на должность неоплачиваемого консультанта, а через некоторое время предложила ему лабораторию со штатом 12 человек, возможность выбора темы исследования, а также хорошую зарплату; он принял предложение.
Так в 1962 году Джеймс создал свою группу биосинтеза липидов в исследовательской лаборатории Юниливер (Колворс Хаус). В 1960-е годы лаборатория была мировым центром по изучению метаболизма растений, в основном, липидов. Энтони Джеймс пытался понять механизм, по которому двойные связи вводятся в насыщенные жирные кислоты. В этом направлении лаборатория в Колворс сотрудничала с группой Конрада Блоха в Гарвардском университете и Пауля Штампфа в Калифорнийском университете.
Ключевым методом исследования матаболических путей и механизмов была газо-жидкостная хроматография с детектором радиоактивности, который Джеймс разработал ранее в Милл Хилл совместно с Е. А. Пайпером. Однако газовая хроматография не применима для разделения сложных смесей липидов, поэтому для этого использовался метод тонкослойной хроматографии, который, в свою очередь, не давал количественных результатов. Тогда Джеймс с Р. Скоттом разработали метод газо-жидкостной хроматографии с капиллярными колонками, который позволил разделять чрезвычайно малые количества близких по составу соединений.
По мере изучения биохимических реакций образования двойных связей в молекулах жирных кислот, протекающих в зелёных клетках растений, возникла идея, что их механизм значительно отличается от «классического». Это позволило Джеймсу в 1962—1968 годах сделать вывод о том, что уменьшение насыщенности олеиновой кислоты и превращение её в линоленовую происходит в результате образования сложного эфира (фосфатидилхолин) в мембранах хлоропластов.
В 1967—1968 годах Джеймс прошёл курсы управления в Бизнес-школе Гарвардского университета и стал членом Исполнительного Комитета лаборатории. Этот пост дал ему возможность инициировать новые и большие проекты, связанные с текущим и будущим бизнесом компании, создавать новые исследовательские подразделения, следить за поступлением средств на фундаментальные исследования и химические реактивы. Он занимал его, пока не покинул Колворс в 1985 году.
Так, уже в 1968 году Джеймсу стал ответственным за программу по разработке использования культивированных клеток растений для получения полезных химических веществ, а также для создания клонов клеток (в качестве альтернативы вегетативному размножению). Классические методы были сложны и требовали много времени. Джеймс пригласил Лори Джонса, физиолога растений, для управления исследованием клеток культивированных растений. В 1972 году группа начала получать растения с мощной корневой системой и побегами. После того, как растения были успешно выведены, компания Юниливер создала небольшую лабораторию в Малайзии для их выращивания.
В 1970-х годах Джеймс занялся изучением способности фермента липазы функционировать в органическом растворителе. Липаза расщепляет триглицериды на смесь жирных кислот и глицерин, этот процесс нашёл применение в промышленности. Команда Джеймса сосредоточилась на изучении липазы, которая специфично отщепляла определённую жирную кислоту, независимо от её позиции, что позволило производить чистую олеиновую кислоту.
Джеймс также учредил отдел биофизики в Колворс под руководством Ф. Френкса, занимающийся структурой воды с упором на роль и поведение воды в продуктах питания. Позже, в 1970 году начались работы по исследованию углеводов. Группа разработала «Лиогель», сверхпоглощающий материал, который способен поглощать воду в количестве в 40 раз большем собственного веса. Он был сделан путём химической модификации картофельного крахмала с химическим реагентом, эпихлоргидрином, что позволило получить сшитые полисахаридные цепи.
Джеймс понимал, что появление способа регулирования биохимических реакций в растениях, в частности масличных культурах, будет важным для сельского хозяйства, поэтому специально для этих исследований он создал группу, задачей которой была трансформация клеток растений, а затем их восстановление. В качестве объекта выбрали рапс, поскольку эта масличная культура имела коммерческую ценность. Учёные пытались сделать растение устойчивым к гербицидам. Позже Юниливер приняла решение отказаться от этой идеи и продала её Монсанто.
В начале 1970-х, Джеймс решил, что лаборатория в Колворс должна иметь программу исследования человеческого питания. Отделом Экологической Безопасности Колворса под руководством Джеймса выполнялись такие задачи, как исследование питания для животных, а также контроль промышленности и токсикологические исследования, связанные с безопасностью пищевых продуктов.

## Академическая и политическая деятельность
По инициативе Джеймса в 1962 году была учреждена награда под названием медаль Колворса, которая присваивалась британским учёным не старше 35 лет за перспективные работы в области биохимии. Впервые медаль была вручена в 1963 году. Со временем престиж медали рос, и в настоящее время она является одной из самых высоких наград для британских биохимиков.
В конце 1960-х годов группа европейских биохимиков и врачей начала проводить Международную Конференцию по Биохимии Липидов. Джеймс был избран президентом конференции в 1969, а также был председателем комиссии, начиная с января 1970 и по декабрь 1977 года.
В течение 1970-х и 1980-х Джеймс стал активно участвовать в работе с несколькими научно-исследовательскими советами, включая Научный Исследовательских Совет (позже Научный и Технический Исследовательский Совет), Сельскохозяйственный Исследовательский Совет, Медицинский Исследовательский Совет.
Джеймс был членом комитета директоров в институте Ротамстед и в институте Физиологии Животных (Кэмбридж), а также научным советником Аграрного Комитета Палаты Лордов. Он был членом Министерства Сельского Хозяйства Великобритании. В 1976 году он присоединился к Комитету Продовольственной Науки и Техники.
В период с 1983 по 1987 годы, Джеймс был членом Консультативного Комитета Совета по Науке. Эта организация несла ответственность за консультирование госсекретаря по образованию и науке, в частности, о размере научного бюджета, который ежегодно определяется как часть государственных расходов.

## Награды
В 1983 году был избран членом Лондонского королевского общества.
В 1979 году Джеймс получил Орден Британской Империи. Его работы были удостоены наград от Института Франклина США, Американского общества косметической химии, Французского биохимического общества и Общества американских нефтехимиков.